# Teatro do oprimido

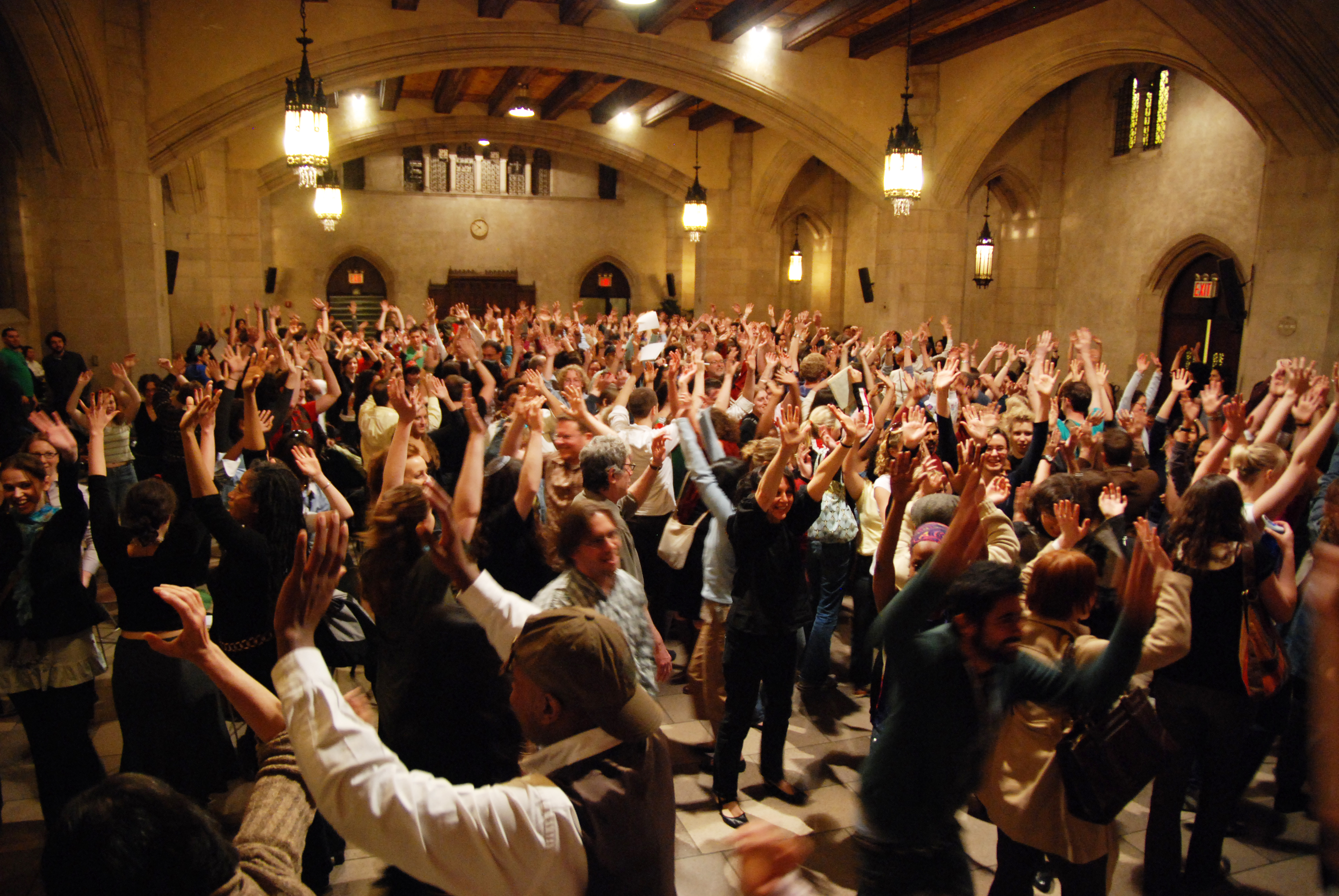
Ensaio do Teatro do Oprimido, Nova York, 2018

Teatro do Oprimido (TO) É um método  teatral que reúne exercícios, jogos e técnicas teatrais elaboradas pelo teatrólogo brasileiro Augusto Boal. Os seus principais objetivos são a democratização dos meios de produção teatral, o acesso das camadas sociais menos favorecidas e a transformação da realidade através do diálogo (tal como Paulo Freire pensou a educação) e do teatro. Ao mesmo tempo, traz toda uma nova técnica para a preparação do ator que tem grande repercussão mundial.

## Histórico
Augusto Boal estudou em Nova York na década de 1950 fazendo sua pós-graduação em química industrial quando teve contato com o trabalho ali desenvolvido baseado nas ideias de Stanislavski, realizando estudos no teatro, sua verdadeira vocação.
De volta ao país ele atua na área teatral e, quando o país se vê imerso na ditadura, no começo da década de 1970 passa a usar o teatro como meio de denunciar o sistema de opressão e censura que então vigia, vindo a criar - sob a influência autodeclarada de Brecht, Paulo Freire, Shakespeare e Molière, um método pedagógico das técnicas teatrais como ferramenta de conscientização popular e denúncia.
Aplicado no Brasil, em parceria com diversas ONGs, como as católicas Pastoral Carcerária e CEBs (Comunidades Eclesiais de Base), ou movimentos sociais, como o MST, as técnicas de Boal ganharam mundo, sendo suas obras traduzidas em mais de 20 idiomas, e ganhando aplicação por parte de populações oprimidas nas mais diversas comunidades, como recentemente entre os palestinos.
Desde as propostas originais de Boal muitos outros desdobramentos se dão desde as primeiras décadas do século XXI no sentido de perspectivar os contributos práticos e teóricos do Teatro do Oprimido. No Brasil, destaca-se a investida transfeminista da Teatra da Oprimida, concebida pela pesquisadora e professora Dodi Leal.
A Lei nº 13.560, de 21 de dezembro de 2017, instituiu o dia 16 de março, como "Dia Nacional do Teatro do Oprimido", em homenagem à data de nascimento de seu criador, o teatrólogo Augusto Boal.

## Teatro do Oprimido

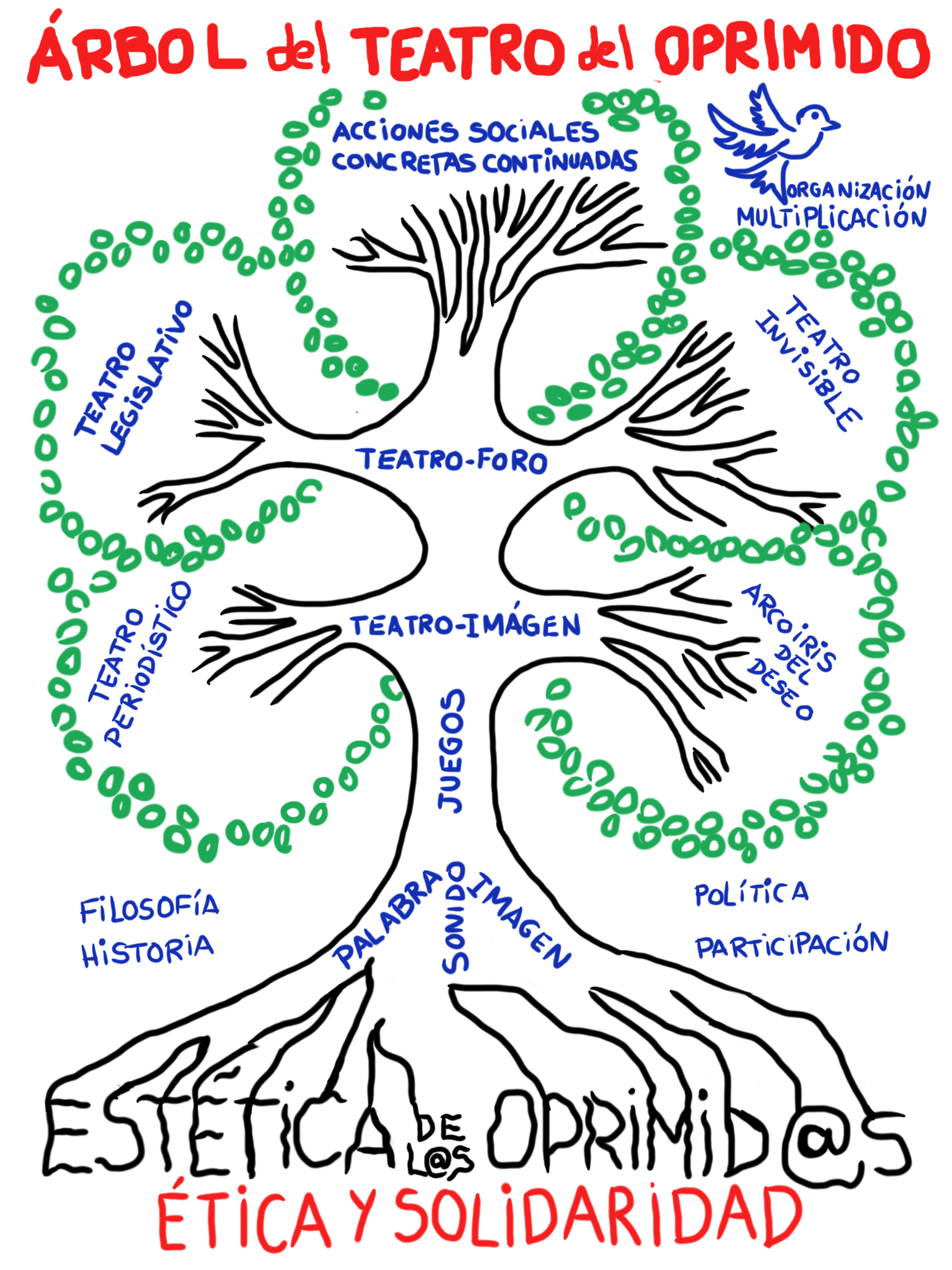
"Árvore do Teatro do Oprimido"

O Teatro do Oprimido é um método estético que sistematiza Exercícios, Jogos e Técnicas Teatrais que objetivam a desfiguração física e intelectual de seus praticantes, e a democratização do teatro.
O TO parte do princípio de que a linguagem teatral é a linguagem humana que é usada por todas as pessoas no cotidiano. Sendo assim, todos podem desenvolvê-la e fazer teatro. Desta forma, o TO cria condições práticas para que o oprimido se aproprie dos meios de produzir teatro e assim amplie suas possibilidades de expressão. Além de estabelecer uma comunicação direta, ativa e propositiva entre espectadores e atores.
Dentro do sistema proposto por Boal, o treinamento do ator segue uma série de proposições que podem ser aplicadas em conjunto ou mesmo separadamente.
Cumpre ressaltar que todas as técnicas pressupõem a criação de grupos, onde o Teatro do Oprimido terá sua aplicação.

### Teatro-Jornal
O Teatro-Jornal foi uma resposta estética à censura imposta, no Brasil, no início dos anos 70, pelos militares, para escamotearem conteúdos, inventarem verdades e iludirem. Nesta técnica, encena-se o que se perdeu nas entrelinhas das notícias censuradas, criando imagens que revelam silêncios. Criada em 1971, no Teatro de Arena de São Paulo, esta técnica foi muito utilizada na época da ditadura militar brasileira, para revelar informações distorcidas pelos jornais da época, todos sob censura oficial. Ainda hoje é usada para explicitar as manipulações utilizadas pelos meios de comunicação.

### Teatro Imagem
No Teatro-Imagem, a encenação baseia-se nas linguagens não-verbais. Essa foi uma saída encontrada por Boal para trabalhar com indígenas, no Chile, de etnias distintas com línguas maternas diversas, que participavam de um programa de alfabetização e precisavam se comunicar entre si. Esta técnica teatral transforma questões, problemas e sentimentos em imagens concretas. A partir da leitura da linguagem corporal, busca-se a compreensão dos fatos representados na imagem, que é real enquanto imagem. A imagem é uma realidade existente sendo, ao mesmo tempo, a representação de uma realidade vivenciada.

### Teatro Invisível
O Teatro-Invisível que, sendo vida, não é revelado como teatro e é realizado no local onde a situação encenada deveria acontecer, surgiu como resposta à impossibilidade, ditada pelo autoritarismo, de fazer teatro dentro do teatro, na Argentina. Uma cena do cotidiano é encenada e apresentada no local onde poderia ter acontecido, sem que se identifique como evento teatral. Desta forma, os espectadores são reais participantes, reagindo e opinando espontaneamente à discussão provocada pela encenação.
A preparação do Teatro Invisível deve ser como a de uma cena normal, reunindo os principais elementos: atores interpretando personagens com caracterizações, ideia central; deve haver um roteiro pré-estabelecido, apresentando princípio, meio e fim e que deve ser ensaiado. A diferença consiste em ser uma modalidade que não revela ao público tratar-se de uma representação.
Pode ou não ser uma representação pessoal, variando em vários aspectos como econômico e social.

### Teatro-Fórum
A dramaturgia simultânea era uma espécie de tradução feita por artistas sobre os problemas vividos pelo povo.  Aí nasceu o Teatro-Fórum, onde a barreira entre palco e platéia é destruída e o Diálogo implementado.  Produz-se uma encenação baseada em fatos reais, na qual personagens oprimidos e opressores entram em conflito, de forma clara e objetiva, na defesa de seus desejos e interesses. No confronto, o oprimido fracassa e o público é estimulado, pelo Curinga (o facilitador do Teatro do Oprimido), a entrar em cena, substituir o protagonista (o oprimido) e buscar alternativas para o problema encenado.

### Arco-Íris do Desejo
Nos anos de 1980, na França, Augusto Boal e Cecília Boal se deparam com opressões ligadas à subjetividade, sem relação com uma agressão física ou um impedimento concreto na vida cotidiana. Um arsenal de técnicas que analisam os opressores internalizados, o Arco-Íris do Desejo, foi a resposta a esta demanda. Conhecido como Método Boal de Teatro e Terapia, é um conjunto de técnicas terapêuticas e teatrais utilizadas no estudo de casos onde os opressores foram internalizados, habitando a cabeça de quem vive oprimido pela repercussão dessas ideias e atitudes.

### Teatro Legislativo
No Teatro Legislativo, além das intervenções na ação dramática, os espectadores também são estimulados a escreverem propostas de leis, que visem à resolução do problema apresentado. Essas propostas são recolhidas e entregues à Célula Metabolizadora: equipe formada por um especialista no tema encenado, um assessor legislativo e um advogado com experiência na área, cuja função é fazer a "metabolização" das propostas, ou seja, analisá-las e sistematizá-las, para que sejam novamente encaminhadas à plateia para discussão e votação, ao final da apresentação, quando se instaura a Sessão de Teatro Legislativo.
Através dessa iniciativa foram produzidas até 2008 doze leis municipais, um decreto legislativo, uma resolução plenária, duas leis estaduais e dois projetos de lei em tramitação, na cidade e no estado do Rio de Janeiro, todas oriundas da interação de grupos populares com a população. Esses resultados demonstram a viabilidade da democratização da política através do teatro, que estimula o exercício da democracia direta e participativa.

### Evolução: a Estética do Oprimido
As iniciativas de Boal e do CTO-Rio, dentro dos propósitos do Teatro do Oprimido vêm sendo ampliadas constantemente. Assim, integrando o Sistema, está sendo desenvolvida a "Estética do Oprimido". Esta tem por fundamento a certeza de que somos todos melhores do que pensamos ser, capazes de fazer mais do que realizamos, porque todo ser humano é expansivo.
A proposta é promover a expansão da vida intelectual e estética de participantes de Grupos Populares de Teatro do Oprimido, evitando que exercitem apenas a função de ator, que representa personagens no palco. Os integrantes desses grupos são estimulados, através de meios estéticos, a expandirem a capacidade de compreensão do mundo e as possibilidades de transmitirem aos demais membros de suas comunidades - bem como aos de outras - os conhecimentos adquiridos, descobertos, inventados ou re-inventados.
(2007).